# Orgilus rarus
Orgilus rarus är en stekelart som beskrevs av Chou 1995. Orgilus rarus ingår i släktet Orgilus och familjen bracksteklar. Inga underarter finns listade i Catalogue of Life.